# Холи Мотърс
„Холи Мотърс“ (на френски: Holy Motors) е френско-германски експериментален филм от 2012 година на режисьора Леос Каракс по негов собствен сценарий.
Действието няма традиционната повествователна структура и е фокусирано около актьор, който по неизяснени причини пътува из Париж в луксозна лимузина и играе пред невидима камера поредица от роли на ексцентрични персонажи. Главните роли се изпълняват от Дени Лаван, Едит Скоб, Ева Мендес, Кайли Миноуг.
„Холи Мотърс“ е номиниран за 9 награди „Сезар“, включително за най-добър филм, и печели Младежката награда на Кинофестивала в Кан, където е номиниран и за „Златна палма“.